# Tiết nhịp
Tiết nhịp (hay trường canh, nhịp; tiếng Anh: bar, measure) là những khoảng cách thời gian được chia đều trong tác phẩm âm nhạc. Trong ký âm, nhịp được định ra bởi vạch nhịp và ô nhịp. Ô nhịp là một phần của khuông nhạc được xác định bởi số phách cho trước; mỗi phách ứng với một hình nốt cụ thể. Về hình thức, mỗi ô nhịp được giới hạn bởi các vạch nhịp. Thường thì các ô nhịp (không xét ô đầu và ô cuối tác phẩm) có tổng giá trị trường độ của các hình nốt và dấu lặng là bằng nhau, dù về mặt thị giác chúng có thể dài ngắn khác nhau. Trong phương pháp ký hiệu nhạc hiện đại, số phách trong mỗi ô nhịp được quy định ngay từ đầu bản nhạc bởi tử số của số chỉ nhịp, còn mẫu số của số chỉ nhịp thì chỉ giá trị của một phách.
Việc phân chia khuông nhạc thành các ô nhịp có ý nghĩa tạo nên các mốc tham chiếu đều đặn trong bản nhạc nhằm xác định các vị trí trong tác phẩm. Nó cũng giúp người đọc nhạc dễ theo dõi bản nhạc hơn.

## Hình thức và chức năng của vạch nhịp

Các loại vạch nhịp

Về hình thức, ô nhịp được phân định bởi các đoạn thẳng đứng vạch trong khuông nhạc, và những vạch đó được gọi là vạch nhịp hoặc gạch nhịp (barline). Có hai loại vạch nhịp:
- Vạch nhịp gồm một đoạn thẳng thì gọi là vạch nhịp đơn, có chức năng phân giới từng ô nhịp trong tác phẩm.[1]
- Vạch nhịp gồm hai đoạn thẳng thì gọi là vạch nhịp đôi hoặc vạch nhịp kép. Có hai tiểu loại vạch nhịp kép: vạch nhịp kép có hai nét như nhau và vạch nhịp kép có một nét nhạt, một nét đậm.[2] Tiểu loại thứ nhất có chức năng kết đoạn hoặc kết lại một phần để sang đoạn mới hoặc phần mới, thay đổi loại nhịp, thay đổi khóa nhạc, ngăn cách các chồng âm hoặc hợp âm.[2] Tiểu loại thứ hai có chức năng kết thúc tác phẩm, có thể đi kèm dấu nhắc lại (repeat sign) hoặc dấu hồi (dấu Segno).[3]

## Nhịp lấy đà
Những tác phẩm mà ô nhịp đầu tiên của bản nhạc không đủ số phách theo quy định khi đó ô này được gọi là ô nhịp lấy đà, còn được gọi là nhịp thiếu. Ô nhịp cuối cùng của bản nhạc đó cũng sẽ có số phách không đầy đủ, nhưng nếu cộng ô nhịp đầu tiên với ô nhịp cuối cùng thì đủ số phách theo quy định của số chỉ nhịp và bằng một ô nhịp bình thường trong bản nhạc đó.

## Lịch sử
Vạch nhịp xuất hiện trong âm nhạc từ thế kỷ 15, 16, nhưng khi đó không phản ánh nhịp độ (metre) đều đặn mà chỉ có ý nghĩa phân chia, hoặc trong một vài trường hợp là phân tách các phách.
Cuối thế kỷ 16, vạch nhịp bắt đầu xuất hiện trong nhạc đồng diễn nhưng một thời gian sau đó vẫn chưa có cách dùng chính quy. Phải đến giữa thế kỷ 17, vạch nhịp mới được dùng theo phong cách hiện đại, tức phân định các ô nhịp có cùng tổng trường độ, và vạch nhịp từ đó cũng đồng hành với loại nhịp của tác phẩm.